# Paris–Brest–Paris (Radrennen)
Paris–Brest–Paris war ein klassisches Straßenradrennen für Profis und Amateure. Es wurde erstmals am 6. September 1891 und zuletzt 1951 ausgetragen. Die Strecke führte über etwa 1200 Kilometer von Paris zur am Atlantik gelegenen Stadt Brest und zurück. Aus der Amateurklasse bildeten sich 1931 zwei Radmarathons, ein Brevet und ein Audax. Beide finden heute noch statt. Paris–Brest–Paris ist neben Bordeaux–Paris eine der ältesten Langstrecken-Veranstaltungen des Straßenradsports überhaupt.
Die Strecke in die Bretagne und zurück verlief weitgehend über die sehr hügelige Nationalstraße 12. Es waren rund 10.000 Höhenmeter zu bewältigen, die sich auf mehr als 360 meist kurze und nicht sehr steile Anstiege verteilen.

## Geschichte

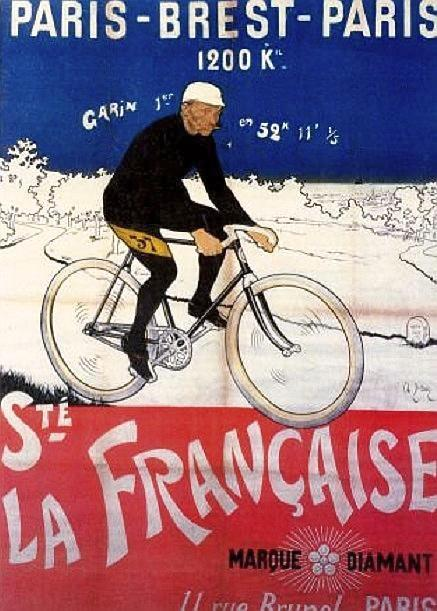
Plakat für das Rennen 1901, mit Maurice Garin

Das Rennen Paris–Brest–Paris wurde 1891 unter der Leitung von Pierre Giffard von der Zeitung „Le Petit Journal“ ins Leben gerufen, um die Haltbarkeit des damals noch jungen Produkts Fahrrad unter Beweis zu stellen sowie als Reaktion auf die Beachtung des zuvor erstmals ausgetragenen Rennens Bordeaux–Paris. Da dieses Rennen von britischen Rennfahrern dominiert gewesen war, sollte Paris–Brest–Paris ein „französisches“ Radrennen sein: Das Fahrrad sei nicht nur nützlich und gesund, sondern auch ein unverzichtbarer Teil der nationalen Verteidigung.

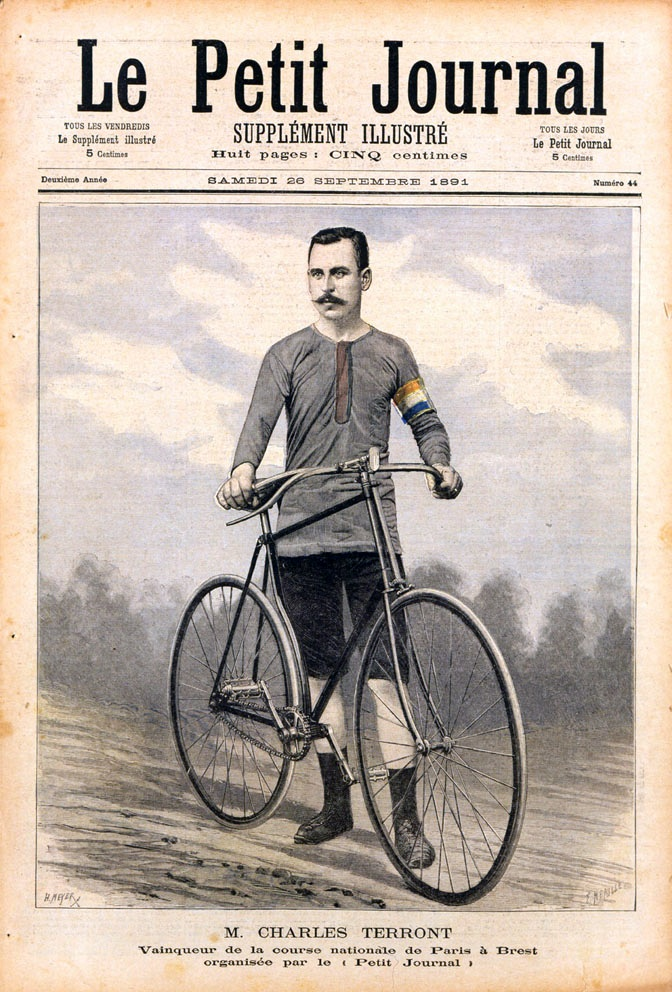
Der Sieger von 1891: Charles Terront

206 französische Männer nahmen teil, und zwar sowohl Profis wie auch Amateure. Nach drei Nächten ohne Schlaf war Charles Terront der erste, der mit 71:22 Stunden die Ziellinie überquerte. Ihm folgten 97 weitere Radfahrer, von denen die letzten mehr als zehn Tage benötigten. Aufgrund des enormen logistischen Aufwands beschlossen die Organisatoren, das Radrennen nur alle zehn Jahre durchzuführen.
In den drei Tagen bis zur Ankunft von Terront herrschte in Frankreich erstmals ein ähnliches Radsportfieber, wie man es später von der Tour de France kennt.

### Abtrennung der Amateurklasse
Bei der nächsten Austragung 1901 wurde das Rennen nicht nur von Le Petit Journal, sondern zusätzlich von der Zeitschrift L’Auto-Vélo (dem Vorgänger der L’Équipe) unter der Leitung von Chefredakteur Henri Desgrange gesponsert. Dabei traten die 25 Profis und die 114 Amateure in jeweils eigenen Rennen an. Der älteste Amateur war 65 Jahre alt, er benötigte für die Strecke etwas mehr als 200 Stunden. Außerdem gab es erstmals ausländische Teilnehmer. Bei den Profis gewann nach 52:11 Stunden der Italiener Maurice Garin, der zwei Jahre später auch die erste Austragung der Tour de France für sich entscheiden sollte. Zum ersten und auch letzten Mal war es den Fahrern gestattet worden, sich von Schrittmachern führen zu lassen.
Die beiden Zeitungen hatten ein ausgeklügeltes System der Nachrichten-Weiterleitung zu den Redaktionen in Paris, und es wurden so viele Zeitungen verkauft, dass Georges Lefebre von L’Auto-Velo seinem Chef Henri Desgrange vorschlug, ein noch viel größeres Rennen zu organisieren – die Tour de France. Dieser Vorschlag wurde 1903 umgesetzt, damals mit so großen Etappen, dass die Anlehnung an Paris–Brest–Paris deutlich erkennbar war.

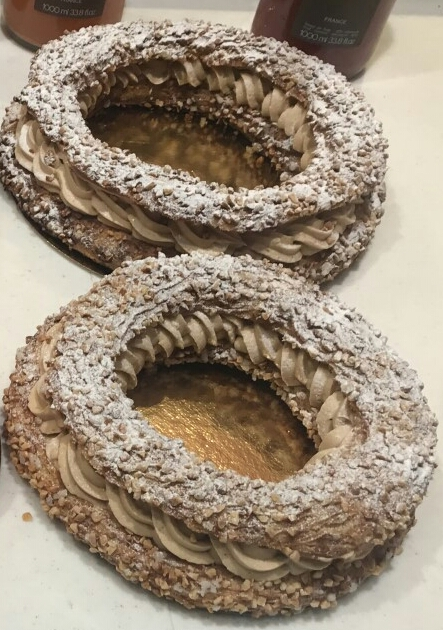
Zwei Paris-Brest

Im Jahr 1910 ließ sich der französische Konditor Louis Durand aus Maisons-Laffitte von dem Rennen zu seiner Süßspeise Paris-Brest inspirieren, wobei der aufgeschnittene Ring aus Brandmasse, mit Haselnusskrokant-Buttercreme gefüllt, an einen Fahrradreifen erinnern soll.
Beim nächsten Paris–Brest–Paris 1911 kam das kraftsparende Fahren in Gruppen auf, während in der Vergangenheit fast ausschließlich solo gefahren worden war. Fünf Fahrer blieben fast das gesamte Rennen zusammen. Erst kurz vor der letzten Kontrollstelle startete Ernest Paul einen Ausbruchsversuch. Letztlich überholten ihn die Verfolger Émile Georget und Octave Lapize, die nach 50:13 und 50: 21 Stunden ins Ziel kamen.
1921 – nur drei Jahre nach dem Ende des Ersten Weltkriegs – nahmen lediglich 43 professionelle Fahrer und 65 Amateure an Paris–Brest–Paris teil. Bei den Profis kämpften der Franzose Eugène Christophe und der Belgier Louis Mottiat um den Sieg. Schließlich siegte Mottiat knapp mit 55:07 Stunden. 59 Fahrer kamen in die Wertung.
Mit dem Australier Hubert Opperman war 1931 bei den Profis erstmals ein Ausländer (49:23 Stunden) Sieger. Oppermann brach fast jeden Rekord im Radfahren, bevor er ein prominenter australischer Politiker wurde. Er war bei Paris–Brest–Paris erfolgreich aus dem Feld ausgebrochen, wurde aber kurz vor Paris wieder eingeholt. Seinen Sieg holte er bei der abschließenden Fahrt auf dem Velodrom – nach nur 49:21 Stunden trotz kontinuierlichen Regens. Während des Rennens aß er sechs Kilogramm Sellerie, den er (fälschlicherweise) für eine wichtige Energiequelle hielt. Von den 28 gestarteten Profis kamen 14 ins Ziel.

### Massive Änderungen bei den Amateuren
Für die Amateure gab es 1931 eine massive Änderung im Reglement: Sie starteten nicht mehr zusammen mit den Profis, sondern als Audax im geschlossenen Verband. Diese Fahrweise missfiel vielen Amateuren und so organisierte der Audax Club Parisien als direkte Konkurrenz zum Audax eine Fahrt nach bisheriger Fahrweise, einen Brevet. Damit gab es drei unterschiedliche Radsportveranstaltungen, die jeweils zeitnah im gleichen Jahr ausgetragen wurden.
Aufgrund des Zweiten Weltkriegs wurde Paris–Brest–Paris nicht wie ursprünglich geplant 1941, sondern erst 1948 ausgetragen. Von den 65 Profis und Unabhängige aus Frankreich, Belgien und Italien kamen 11 rechtzeitig zurück nach Paris. Sieger war Albert Hendrickx, der nach 41:36 Stunden den Belgier Francois Neuville in einem Sprint besiegte.
1951 erreichten von 34 Profis nur 11 rechtzeitig das Ziel. Der schnellste war Maurice Diot mit 38:55 Stunden, der damit eine bis heute ungeschlagene Rekordmarke setzte. Diot siegte mit einem Sprint knapp mit einer Radlänge gegen seinen Ausbruchskollegen Édouard Muller, nachdem er in Trappes, 22 km vor dem Ziel, auf Muller gewartet hatte, der einen Platten reparierte.
Wegen der enormen Belastung und weil die Amateure die Strapazen für ein einfaches Armband auf sich nahmen (ohne dass der Schnellste eine besondere Belohnung bekam), hatten sich 1956 und 1961 so wenige Teams angemeldet, dass das Rennen abgesagt wurde. Damit war das Ende des Profi-Radrennens Paris-Brest-Paris besiegelt. Die beiden Amateurveranstaltungen werden aber weiterhin ausgetragen.

## Sieger
- 1951  Maurice Diot
- 1948  Albert Hendrickx
- 1931  Hubert Opperman
- 1921  Louis Mottiat
- 1911  Émile Georget
- 1901  Maurice Garin
- 1891  Charles Terront